# Florian Etti
Florian Etti (* 4. Dezember 1959 in Lindau) ist ein deutscher Künstler, Bühnen- und Kostümbildner für Theater, Oper und Ballett.

## Leben
Etti studierte Sprachen und Kunst in Berlin an FU und HdK. Bühnenbild bei Rolf Glittenberg in Köln, Werkkunstschulen/TH.
Seine Arbeiten sind in zahlreichen Opernhäusern wie Staatsoper Wien, Staatsoper Stuttgart, Zürich, Helsinki, Berlin, Köln, Düsseldorf und Theatern wie Burgtheater Wien, Salzburg, Basel, Schauspiel Köln, Schaubühne Berlin, Schauspielhaus Zürich, Schauspielhaus Düsseldorf, Staatstheater Stuttgart realisiert – in Zusammenarbeit mit Regisseuren wie Burkhard Kosminski, Anna Bergmann, Karin Beier, Alexander Kubelka, Sönke Wortmann, Günter Krämer, Amélie Niermeyer, Werner Schroeter, Itay Tiran und den Choreographen Heinz Spoerli und Martin Schläpfer.